# 固体電解質
固体電解質（こたいでんかいしつ）は、外部から加えられた電場によってイオン（帯電した物質）を移動させることができる固体。逆にイオンの移動を利用して電力を取り出すこともできる。固体酸化物形燃料電池の発電材料や電解コンデンサの電極導体として使われる。
金属や半導体は主として電子の移動によって電流が流れるのに対して、固体電解質は主としてイオンの移動によって電流が流れる。移動する荷電粒子がイオンであるという点では電解質の溶液と同様であるが、媒体が固体であるためイオンの移動速度が小さく、低温での導電性は低い。

## ジルコニア
固体電解質として安定化ジルコニアが古くから使われている。ジルコニアを介して酸素分圧に差があると、酸素イオンが高分圧側から低分圧側へ移動する。酸素イオンはマイナスに帯電していることから、高分圧側がカソード、低分圧側がアノードとなる。この性質によって酸素センサーあるいは燃料電池を構成することができる。
ジルコニアを用いた燃料電池あるいは酸素センサーの起電力はネルンストの式を用いて次式で表される。
{\displaystyle E={\frac {RT}{4F}}\ln {\frac {P_{O_{2}}^{\rm {I}}}{P_{O_{2}}^{\rm {II}}}}}
R：気体定数
T：温度（K）
{\displaystyle P_{O_{2}}^{\rm {I}}}、{\displaystyle P_{O_{2}}^{\rm {II}}}：高分圧側および低分圧側の酸素分圧
F： ファラデー定数
一方、外部からジルコニアに電圧を加えるとマイナス極側からプラス極側へ酸素イオンが移動するため酸素ポンプを構成することができ、雰囲気制御などに利用される。燃料電池、酸素ポンプいずれの場合も実用的にはおおむね600℃以上の温度を必要とする。また、イオンの移動は一般に酸素の格子空孔の移動として記述される。

## βアルミナ固体電解質
300℃でNa+、K+、Li+、Ag+、H+、Pb2+、Sr2+ または Ba2+ のイオンなどが移動する。ナトリウム硫黄電池やアルカリ金属熱電変換機の電解質として使用される。

## 用途
- 固体酸化物形燃料電池
- ナトリウム硫黄電池
- アルカリ金属熱電変換機
- 酸素センサ